# Сенис
Сенис (итал. Senis) је насеље у Италији у округу Ористано, региону Сардинија.
Према процени из 2011. у насељу је живело 477 становника. Насеље се налази на надморској висини од 237 м.

## Становништво
Према резултатима пописа становништва 2011. у општини је живело 479 становника.
| 1931. | 1936. | 1951. | 1961. | 1971. | 1981. | 1991. | 2001. | 2011. |
| ----- | ----- | ----- | ----- | ----- | ----- | ----- | ----- | ----- |
| 827   | 874   | 957   | 1.020 | 1.023 | 819   | 674   | 576   | 479   |